# Empolainament, xafarderies i evolució del llenguatge
Grooming, Gossip and the Evolution of Language és un llibre de 1996 de l'antropòleg Robin Dunbar, en el qual l'autor argumenta que el llenguatge va evolucionar a partir de la preparació social. A més, suggereix que una etapa d'aquesta evolució va ser la narració de xafarderies o dotorejos, un argument recolzat per l'observació que el llenguatge està adaptat per a la narració .

## Tesi
Dunbar argumenta que la xafarderia fa per als humans que viuen en grup el que fa la preparació manual per a altres primats : permet als individus donar servei a les seues relacions i, per tant, mantenir les seues aliances sobre la base del principi: si em grates l'esquena, et grataré la teua. Dunbar argumenta que a mesura que els humans van començar a viure en grups socials cada vegada més grans, la tasca de preparar manualment tots els amics i coneguts es va fer tan llarga que no era assequible. En resposta a aquest problema, Dunbar argumenta que els humans van inventar "una forma barata i molt eficient de preparació o empolainament: la preparació vocal o empolainament vocal. Per mantenir feliços els aliats, ara només calia "preparar-los" amb sons vocals de baix cost, donant servei a diversos aliats simultàniament i mantenint les dues mans lliures per a altres tasques. La preparació vocal després va evolucionar gradualment cap al llenguatge vocal, inicialment en forma de "xafarderia" o "dotoreig". La hipòtesi de Dunbar sembla recolzada pel fet que l'estructura del llenguatge mostra adaptacions a la funció de la narració en general.

## Crítica
El llibre ha estat criticat perquè, com que les paraules no costen res, i qualsevol podria mentir la "preparació vocal" o "empolainament vocal" de Dunbar es quedaria curta a l'hora de ser un senyal honest . A més, el llibre no ofereix cap història convincent sobre com els sons de preparació vocal sense sentit poden convertir-se en un discurs sintàctic.
Els crítics de la teoria de Dunbar assenyalen que la mateixa eficàcia de la "preparació vocal" -el fet que les paraules siguen tan barates- hauria minat la seua capacitat d' indicar un compromís honest com el que es transmet per una preparació manual costosa i que consumeix temps. Una altra crítica és que la teoria no fa res per explicar la transició crucial de la preparació vocal (la producció de sons agradables però sense sentit) a les complexitats cognitives de la parla sintàctica . 